# 迪奥戈·康

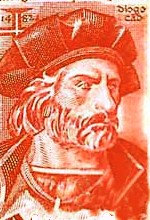
迪奥戈·康

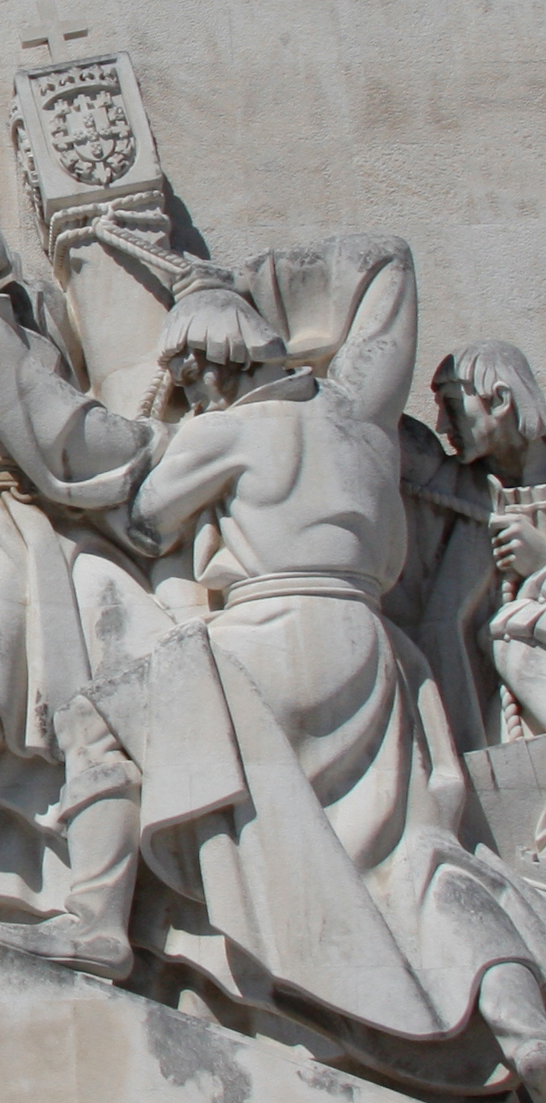
迪奧戈位於里斯本發現者紀念碑的雕像

迪奥戈·康（葡萄牙語：Diogo Cão，古葡萄牙语也作Cam，约1452年—约1486年），葡萄牙探险家，1480年代他沿非洲西岸进行了两次航行，成为了第一个发现并深入非洲第二大河刚果河考察的欧洲人，也是第一个到达西南非洲的鲸湾（今纳米比亚附近）的欧洲航海家。

## 生平
迪奥戈·康于15世纪中叶（1450年左右）出生在雷亚尔城（一说埃武拉）。他是王家骑士阿尔瓦罗·费尔南德斯（Álvaro Fernandes，也叫贡萨尔维斯·康，Gonçalves Cão）的私生子，其父则是贡萨洛·康的私生子。

### 第一次航行（1482-1484）
他是第一个发现并驶入非洲第二大河刚果河的欧洲人，也是首先对赤道和鲸湾之间的非洲西岸进行探险考察的航海家。约在1482年仲夏，葡萄牙国王若昂二世继承恩里克王子遗志，重启航海探索事业，派遣第奥古·德阿赞布雅为首的船队前往黄金海岸建立殖民据点，迪奥戈·康即是该探险船队中一艘船的船长。他们后来在黄金海岸一个金矿附近建立了米纳堡。接着，康从米纳堡继续南下，考察了非洲西岸赤道以南的地区。船队绕过赤道附近的洛佩斯角，最后发现了非洲第二大河刚果河的河口。康在这里竖起一块石柱，并刻上了葡萄牙国徽、若昂二世和自己的名字，以及发现的日期，声明已代表葡萄牙国王占有了这片土地。这块石碑目前已被发现，但仅剩下了一些碎片。接着，康派遣几个水手驶入刚果河，溯流而上不远到达了刚果王国，并与该国建立了联系。考察完刚果河后，康继续向南航行，到达今天安哥拉（葡属西非）海岸的圣玛利亚角，并在这里竖立了第二根石柱后返航。在返航途中，他还发现了几内亚湾内的火山岛安诺本岛。他于1484年4月初回到了里斯本，受到若昂二世的重赏，并被封为王家骑士。4月8日，又被赐予可享受年俸。4月14日，又被授予家族纹章。

### 第二次航行（1484-1486）

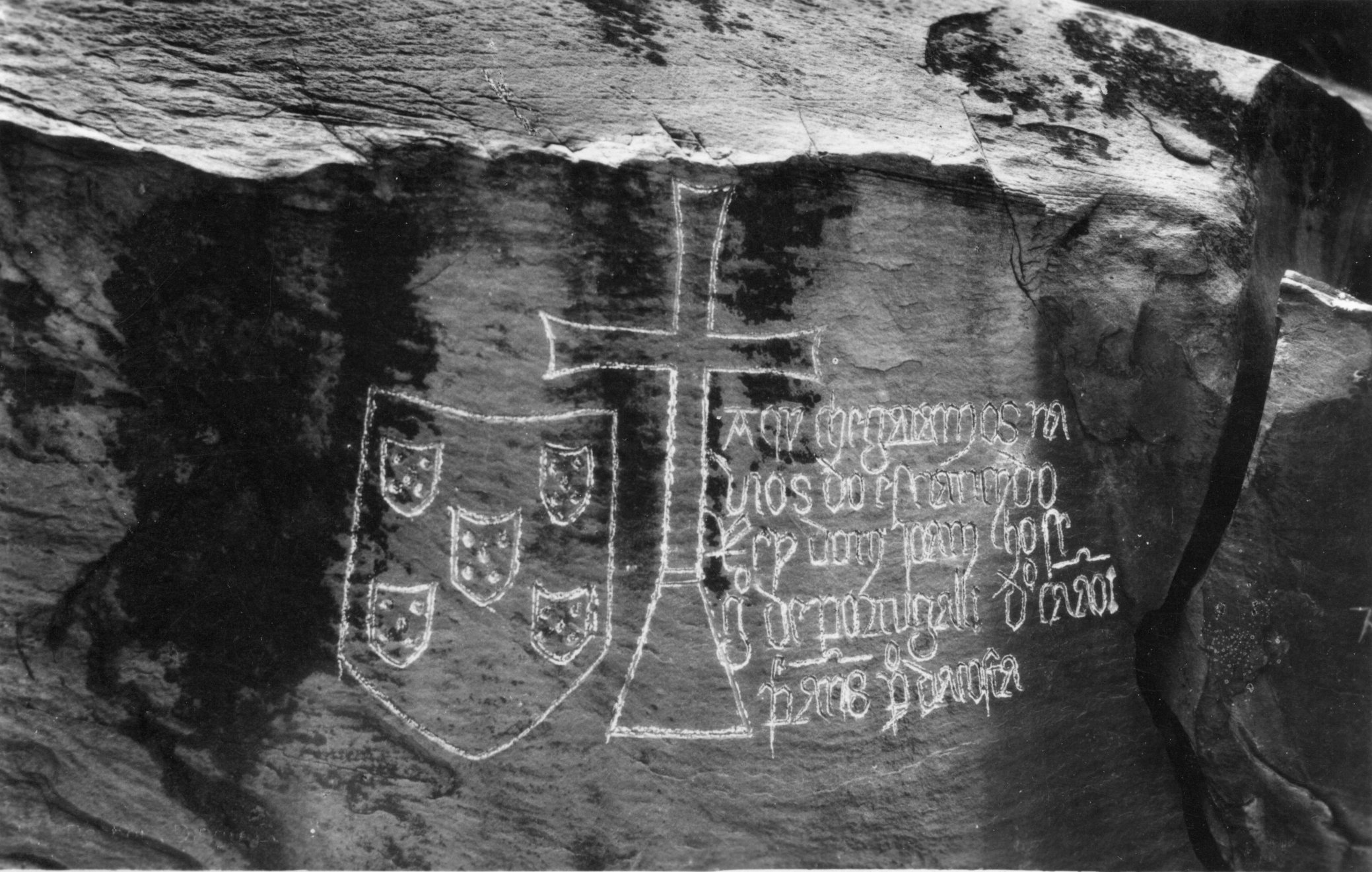
耶拉拉之石，迪奥戈·康与他的同伴们刻下的留言

1484年-1486年，康进行了他的第二次非洲西岸航行，同行的可能还有德国地理学家马丁·倍海姆。他在此次航行中再次考察了刚果河，并且在离第一次航行更远的地方竖起了两根石柱。一块位于黑角，最后一块石柱位于克罗斯角，这可能是他第二次航行的终点，此次航行又将欧洲人已发现的非洲西岸向前推进了1400公里。他的第二次航行主要目的是为了寻找传说中的基督教国王长老约翰之国。他猜测长老约翰的国家就在沿刚果河而上的马塔迪地区，并期望能与该国建立联系。但他们最终未能发现长老约翰的国家，于是在1485年10月或11月，康和他的同伴们在马塔迪的耶拉拉附近一处瀑布边的石头上刻下了一行留言，以证明他们以到达了此地。石头上写着：“Aqui chegaram os navios do esclarecido rei D.João II de Portugal - Diogo Cão, Pero Anes, Pero da Costa.”（葡萄牙国王若昂二世的船到达了这里——迪奥戈·康、佩罗·阿内斯、佩罗·达科斯塔）。
关于其往后的命运，一种权威说法是，他死在了克罗斯角；另一种说法是他回到了刚果，并将一名当地使节带到了葡萄牙。他所竖立的四块石柱目前均已被发现，其中，竖立在圣玛利亚角的和克罗斯角的石柱上分别标记着1482年和1485年。克罗斯角的那块石柱目前保存在基尔，伫立在原处的是一块花岗岩制成的复制品，其余的目前则保存在里斯本地理协会。

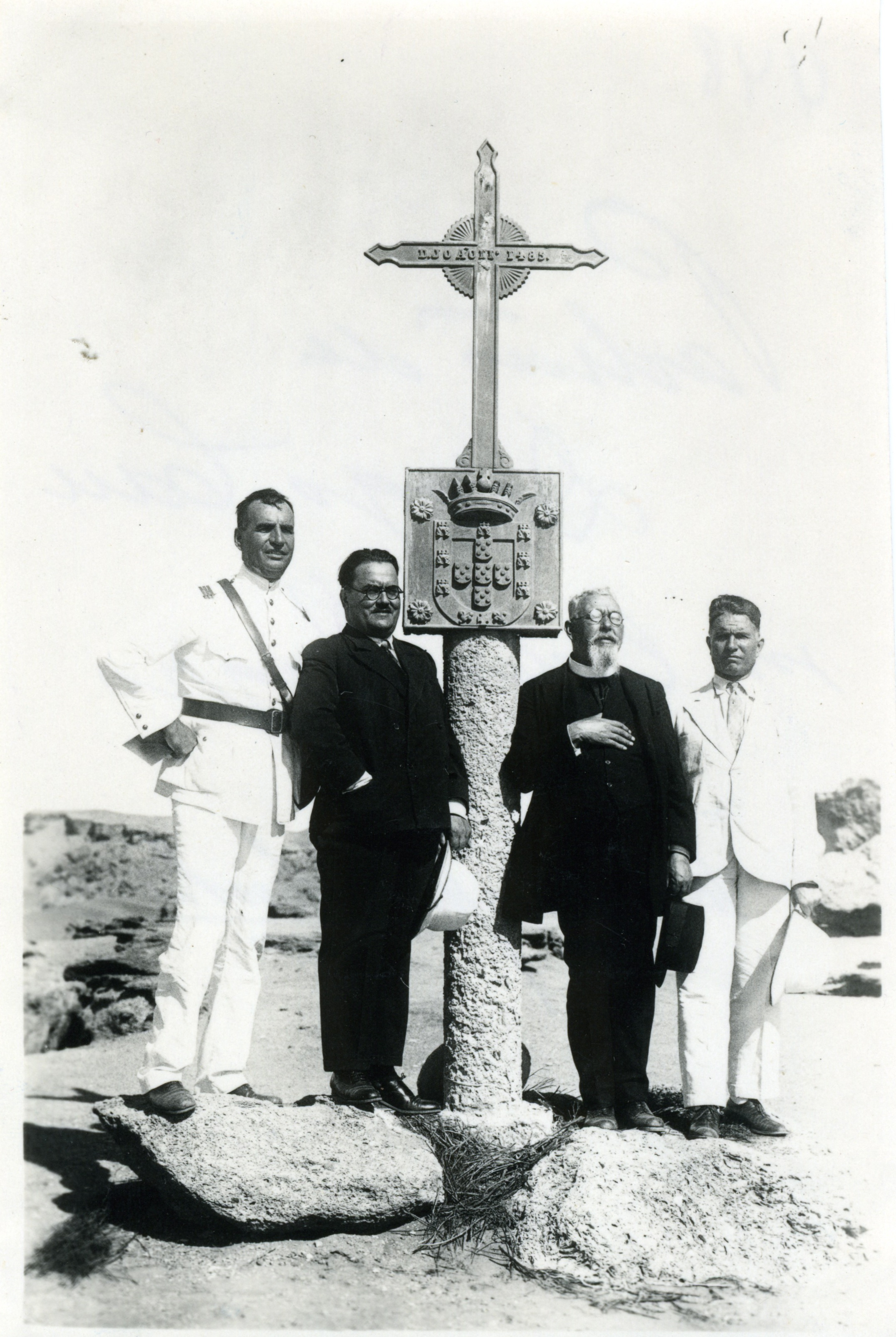
在黑角竖立的石柱（摄于1931年）
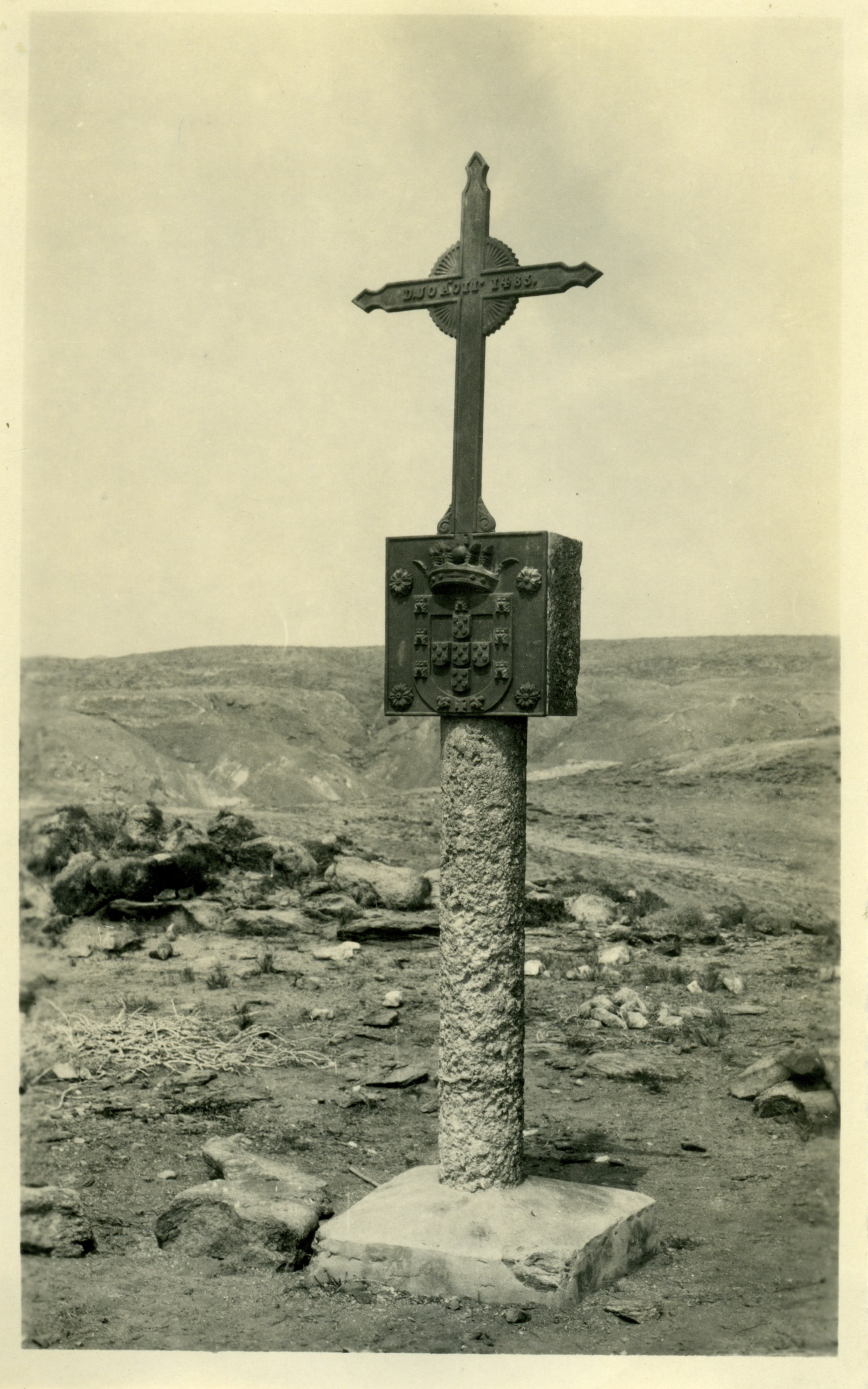
圣玛利亚角竖立的石柱（摄于1934年）

## 家族
他结婚并育有四个孩子： 
- 佩德罗·康（Pedro Cão），王家骑士，与布丽特丝·菲盖拉·德阿泽维多（Brites Figueira de Azevedo）结婚，生有两个女儿。
  - 玛丽娅·康（Maria Cão），嫁给了第五任费雷罗什和滕达伊什领主恩里克·恩里克斯·平托（Henrique Henriques Pinto），并育有后嗣。
  - 尤莉亚娜·康（Juliana Cão），嫁给了佩德罗·弗朗西斯科·瓦拉扬（Pedro Francisco Varajão），并育有后嗣。
- 曼努埃尔·康（Manuel Cão），和海伦娜·洛波·皮涅罗·德拉塞尔达（Helena Lobo Pinheiro de Lacerda）结婚。
- 安德列·阿方索·康（André Afonso Cão），王家骑士，波尔图的一艘战船的船长。据说他在波尔图的住所带有两座高塔和很多城垛，墙壁上设有铁环，在当时是只有被赋予特权的伟大骑士才能享受到的待遇。他与热内布拉·德麦哲伦（Genebra de Magalhães）结婚并育有后嗣。
  - 鲁伊·德麦哲伦（Rui de Magalhães），他是迪奥戈·康家族的嫡系后代中的最后一位男性。他与伊莎贝尔·拜昂（Isabel Baião）结婚，育有一女。
    - 伊莎贝尔·德麦哲伦（Isabel de Magalhães），嫁给了西芒·科雷亚（Simão Correia）。

  - 伊莎贝尔·德麦哲伦（Isabel de Magalhães），嫁给了亲戚加西亚·德阿泽维多（Garcia de Azevedo），并育有一子。
    - 弗朗西斯科·德阿泽维多·麦哲伦（Francisco de Azevedo Magalhães），与布丽特丝·达丰塞卡（Brites da Fonseca）结婚，育有6个子女以及一个私生女儿
- 伊莎贝尔·康（Isabel Cão），嫁给了巴尔塔萨尔·贡萨尔雷斯·费雷拉（Baltasar Gonçalves Ferreira），并育有两个女儿。
  - 安娜·费雷拉·德鲁蒙德（Ana Ferreira Drummond），嫁给了曼努埃尔·贡萨尔维斯·德布拉加（Manuel Gonçalves de Braga），并育有一子。 
    - 马科斯·德布拉加（Marcos de Braga），与伊莎贝尔·戈麦斯（Isabel Gomes）结婚，并育有一女。

  - 玛丽娅·费雷拉（Maria Ferreira），与若昂·阿赖斯·德门东萨（João Arrais de Mendonça）结婚，并与有三个子女。 
    - 加斯帕·阿赖斯·德门东萨（Gaspar Arrais de Mendonça），与安德列莎·德鲁蒙德（Andresa Drummond），并与有三个子女。 
      - 雅辛托·德门东萨·德鲁蒙德（Jacinto de Mendonça Drummond）
      - 若昂·阿赖斯·德门东萨（João Arrais de Mendonça）
      - 玛丽娅·德门东萨（Maria de Mendonça）

    - 安娜·费雷拉（Ana Ferreira）
    - 弗朗西丝卡（Francisca）